# 1984 en Nouvelle-Écosse
Chronologie de la Nouvelle-Écosse
- 1980
- 1981
- 1982
- 1983
- 1984
- 1985
- 1986
- 1987
- 1988

Cette page concerne des événements d'actualité qui se sont produits durant l'année 1984 dans la province canadienne de la Nouvelle-Écosse.

## Politique
- Premier ministre : John Buchanan
- Chef de l'Opposition :
- Lieutenant-gouverneur : John Elvin Shaffner puis Alan R. Abraham
- Législature :

## Naissances
- 25 mai : Zach Churchill est un homme politique (néo-écossais) canadien, il est élu député de la circonscription de Yarmouth (en) à la Chambre d'Assemblée de la Nouvelle-Écosse lors de l'élection partielle du mardi 22 juin 2010 et réélu lors de l'élection néo-écossaise du mardi 8 octobre 2013.

- 15 juillet : Andrew Joudrey (né à Bedford) est un joueur professionnel de hockey sur glace.

- 1er octobre : Cory Urquhart est (né à Halifax, Nouvelle-Écosse, au Canada) est un joueur professionnel de hockey sur glace canadien.